# Pseudogerespa usipetes
Pseudogerespa usipetes är en fjärilsart som beskrevs av Druce 1898. Pseudogerespa usipetes ingår i släktet Pseudogerespa och familjen nattflyn. Inga underarter finns listade i Catalogue of Life.